# Franciszek Moczkowski
Franciszek Moczkowski ps. Bankier, Franek, Gruchacz, Puchacz, Pietrzak (ur. 11 grudnia 1910 w Łodzi, zm. 8 listopada 1990 w Gliwicach) – żołnierz 98 pułku piechoty Armii „Karpaty”, działacz ZWZ-AK.

## Życiorys
Był synem Władysława Moczkowskiego i Walentyny z domu Gałązka. Ukończył studia na Wydziale Inżynierii na Politechnice Lwowskiej. W 1939 był żołnierzem w stopniu podporucznika 98 pułku piechoty Armii „Karpaty”. Po kapitulacji we Lwowie, uniknął sowieckiej niewoli i powrócił do Łodzi, gdzie wstąpił do Związku Walki Zbrojnej i działał jako szef Oddziału B – Łączność Okręgu Łódź (1940–1941), a następnie szef Oddziału Łączności Operacyjnej Komendy Okręgu Łódź ZWZ–AK (1941–1944). Za działalność w konspiracji został awansowany do stopnia kapitana. Na początku wojny wspierał działalność Komitetu Pomocy Więźniom Radogoszcza.
29 października 1944 ostał aresztowany przez łódzkie gestapo i uwięziony w areszcie przy al. K. Anstadta 7 w Łodzi. W trakcie ewakuacji aresztu, 19 stycznia 1945, uciekł z kolumny więźniów w pobliżu Pabianic i powrócił do Łodzi, gdzie pod koniec stycznia został aresztowany przez NKWD–UB i ponownie uwięziony w areszcie pry ul. Anstadta, a następnie przeniesiony do więzienia w Łęczycy. W trakcie napraw sieci wodno-kanalizacyjnej w nocy z 8 na 9 marca uciekł. Zamieszkał w Tuszynie-Lesie u znajomych, a następnie przeniósł się do Katowic, a następnie do Gliwic, gdzie funkcjonował pod przybranym nazwiskiem Pietrzak. 
Po amnestii w 1947 powrócił do swojego nazwiska i pierwotnego zawodu, zostając projektantem w zakładzie energetycznym, a następnie w Miastoprojekcie w Gliwicach.

### Życie prywatne
Jego żoną była Barbara z domu Turska, ps. Grażyna, działaczka WSK i szyfrantka KG AK. Para miała troje dzieci.
Został pochowany w grobowcu rodzinnym na Cmentarzu Lipowym w Gliwicach.

## Odznaczenia
- Krzyż Walecznych,
- Krzyż Armii Krajowej[1].